# 漢影雲根碣
漢影雲根碣是位於中華民國金門縣金城鎮的碑刻，由明魯王朱以海所題。

## 歷史
明弘光元年（1645年）南京陷落，朱以海在紹興被擁立為監國，遷往舟山指揮浙東抗清軍隊，永曆五年（1651年）舟山失守，朱以海從海路移師金門，在金門指揮抗清八年，期間在獻臺山脚留下該刻石。

## 寓意
關於漢影雲根的寓意，至今依然未有定論。一般對於漢影雲根寓意的理解主要有二：“一是認為‘漢影指南明有如大漢的分影，雲根則如浮雲漂泊無根，漢影雲根即感慨明室分支流落到東南海上孤島金門，國祚零落飄搖如無根之浮雲。’；另一說則以為‘雲根是指雲起之處，即山石高聳的古崗獻台山一帶，猶如雲生的根源之地，而南明據此根砥，必能再造風雲，驅逐外夷滿虜，匡復漢家河山。’”臺灣歷史學者卓克華教授以魯監國七年（1653年）魯王朱以海自削監國號作為分水嶺，認為石刻之所以未有落款年代，是因為朱以海在此時期處境困窘，落款年代若寫上“魯監國○○年”已然不妥，但若寫“永曆○○年”又心有不甘，故乾脆不寫。金門縣民顏炳洳又根據石刻旁諸葛倬等人詠嘆漢影雲根石刻的賦詩所題的時間“永曆歲次甲午仲秋”，推斷漢影雲根石刻出現的年代應該在永曆八年（1654年）八月之前；而中間可以用永曆七年（1653年）三月，自削監國號為心境轉折之界，若石刻在去監國號之後才出現，則漢影雲根的解釋就傾向消極之解；反之，則傾向積極之說。

## 保護
由於長期風化崩塌，漢影雲根碣遭侵蝕嚴重，民國十年（1921年）古崗國小修建時，刻石的「根」字遭到破壞，民國五十九年（1970年）金門社教館館長王秉垣和書法家薛祖森對其進行了重刻。民國七十四年（1985年）8月，中華民國内政部公告其為第三級古蹟，民國八十九年（2000年）改為金門縣縣定古蹟。